# Église Sant'Angelo a Nilo

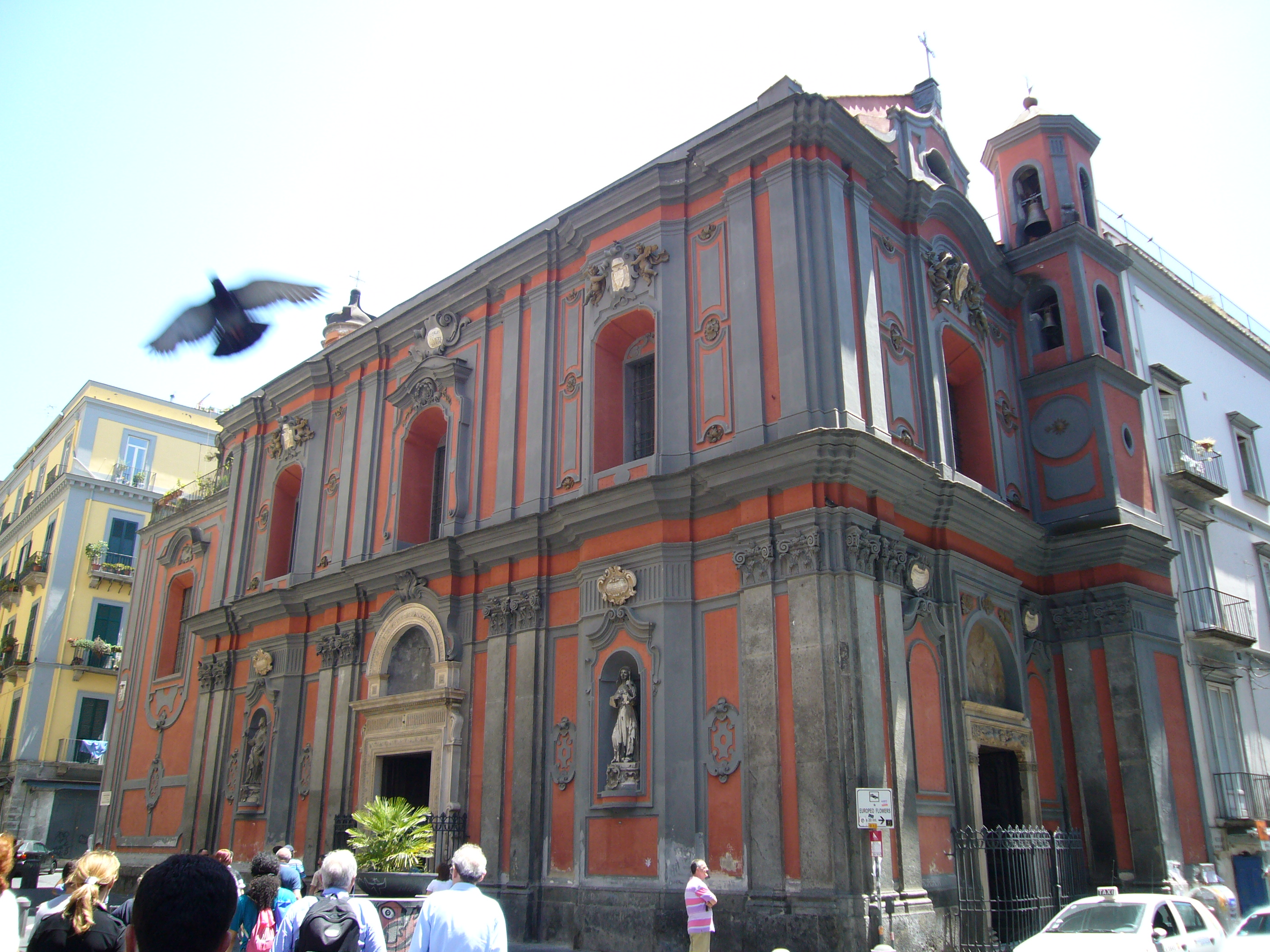
L'église vue de la piazza San Domenico Maggiore.

L'église Sant'Angelo a Nilo, ou chapelle Brancaccio, est une église du centre historique de Naples située piazzetta Nilo.
L'église abrite des tombes de divers membres de la famille Brancaccio, dont le fameux monument funéraire du cardinal Rinaldo Brancaccio, sculpté par Donatello et Michelozzo.

## Historique
L'église se trouve au cœur de l'ancienne Naples gréco-romaine et donne sur la petite place dédiée au dieu égyptien Nil dont le culte a été rapporté par les marchands de l'Égypte grecque. Le cardinal Rainaldo Brancaccio fait ériger en 1385 une première chapelle de famille, dédiée aux saints Michel Archange et Marc, contre le palais nobiliaire de leur propriété. Antonio Valente y est organiste entre 1565 et 1580.
Elle doit son aspect actuel à Arcangelo Guglielmelli qui l'a refaite en 1709. L'unique élément qui demeure de l'ancien édifice gothico-catalan est le portail donnant via Mezzocannone. À la fin des années 1950, le dernier descendant des Brancaccio, le prince Marcantonio Brancaccio (1879-1961), et son cousin, le marquis Giuseppe Talamo Atenolfi, derniers héritiers, font don à la province de Naples des frères mineurs conventuels de leur église familiale et de tout ce qu'elle contient, ainsi que des archives de la famille. Le Père Bernardino Fiore o.f.m. conv. fait transférer en 2001 toutes les archives et la galerie de peinture de l'église (douze toiles du XVIIe siècle et du XVIIIe siècle, conservées auparavant à la sacristie) à la bibliothèque de San Lorenzo Maggiore.

## Description

### Extérieur
L'entrée principale de l'église se trouve via Mezzocannone, dotée d'une architrave avec les figures en moyen-relief d'anges et de saints et une fresque dans la lunette au-dessus représentant La Vierge avec saint Michel et saint Baculus présentant le cardinal, œuvre de Nicolantonio del Fiore, datée du XVe siècle. Le portail de bois date de la même époque avec six figures sculptées dans autant de cadres (trois par côté) représentant Saint Pierre, Saint Laurent, Saint Antoine de Padoue, Saint Jean l'Évangéliste et Saint Dominique. 
Le portail latéral, donnant au sud-est et sur la piazza San Domenico Maggiore, est lui-aussi daté de la seconde moitié du XVe siècle. Il présentait dans la lunette une sculpture de Saint Michel qui a ensuite été transférée à l'intérieur. La corniche de marbre montre des figures de l'Archange Gabriel, de Saint Jean-Baptiste, de Saint Jean de la Croix, de la Vierge de l'Annonciation, de Saint Michel et de Sainte Agnès. Deux niches de chaque côté abritent les sculptures de Bartolomeo Granucci (it) figurant deux saintes de la famille Brancaccio: Sainte Candide la Jeune, dont les reliques se trouvent à l'intérieur et qui est considérée à tort comme sainte, et Sainte Candide la Vieille.

### Intérieur
L'église est à nef unique, de forme rectangulaire, sans transept avec seulement deux chapelles et une sacristie, toutes du côté droit.
L'intérieur présente une décoration de marbre du XVIIe siècle et du XVIIIe siècle et des stucs dessinés par Guglielmelli, entourant des tableaux de Giovan Battista Lama, dont le fameux tableau intitulé Saints adorant la Sainte Face, et quatre bustes sépulcraux sur les parois latérales représentant les cardinaux de la famille Brancaccio Nicola, Pietronicola, Morinello et Marcello Brancaccio.
Sur la tribune de la contre-façade, se trouve l'orgue baroque avec un buffet de bois richement sculpté et décoré, construit au XVIIIe siècle par un inconnu et restauré en 1970 par la firme La Ceciliana de Padoue. L'instrument à système de transmission mécanique est fort réputé à Naples. 
Immédiatement à droite de la nef, s'ouvre la chapelle Sainte-Candide-la-Jeune délimitée par une belle grille du XVIIIe siècle en fer forgé et en laiton; elle conserve les reliques de cette sainte matrone du VIe siècle, vénérée à tort comme sainte jusqu'à la fin du XIXe siècle, ainsi qu'un devant d'autel de Carlo Sellitto représentant la Vision de sainte Candide, tandis que le mur de droite montre la tombe du milieu du XIXe siècle de Luigi Stuart, troisième fils de Carlos Miguel FitzJames Stuart, XIVe duc d'Albe et duc de Berwick.
La zone absidale de l'église montre un magnifique panneau de Saint Michel Archange, réalisé en 1573 par le Siennois Marco dal Pino.

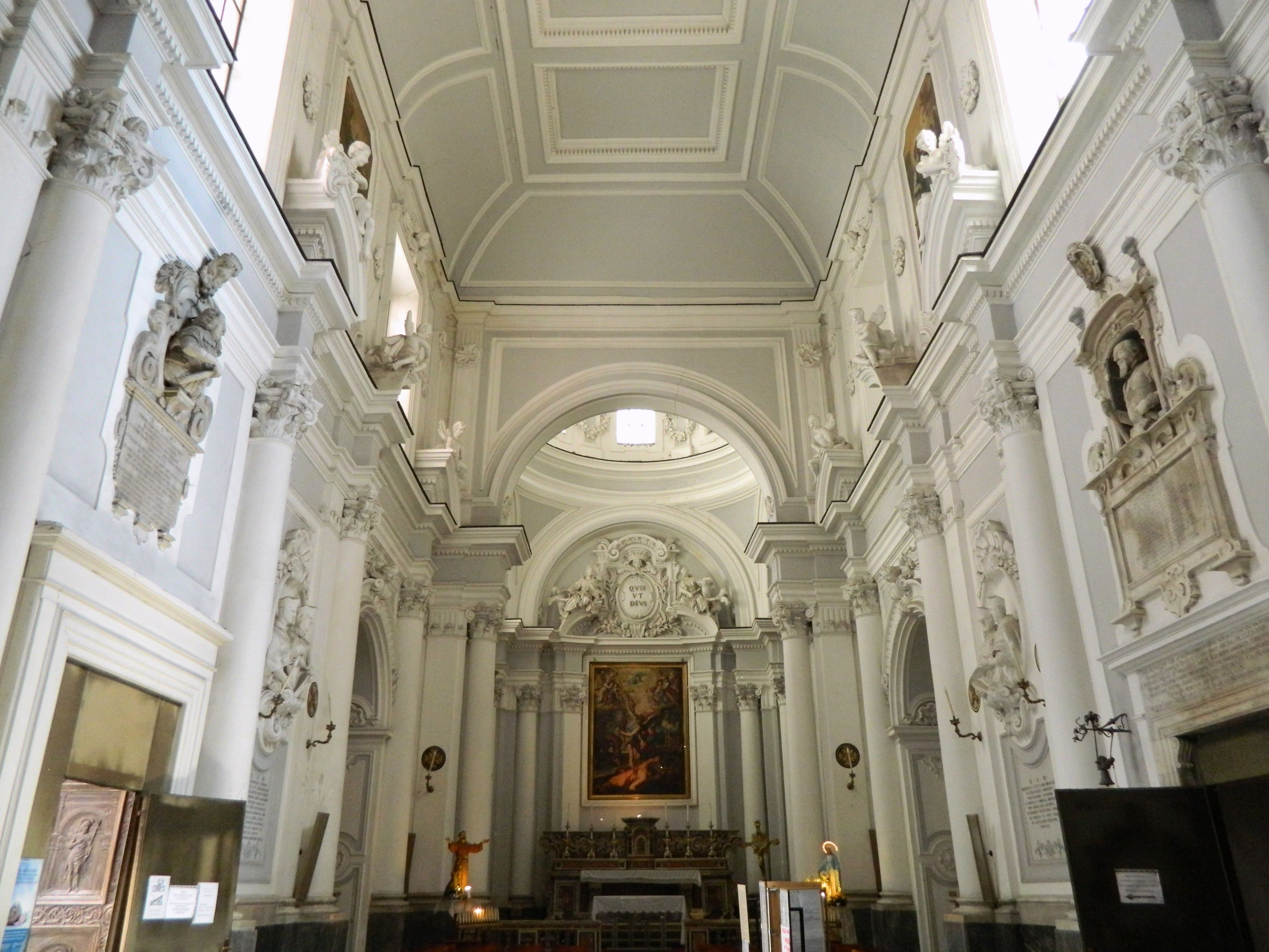
Intérieur de l'église.
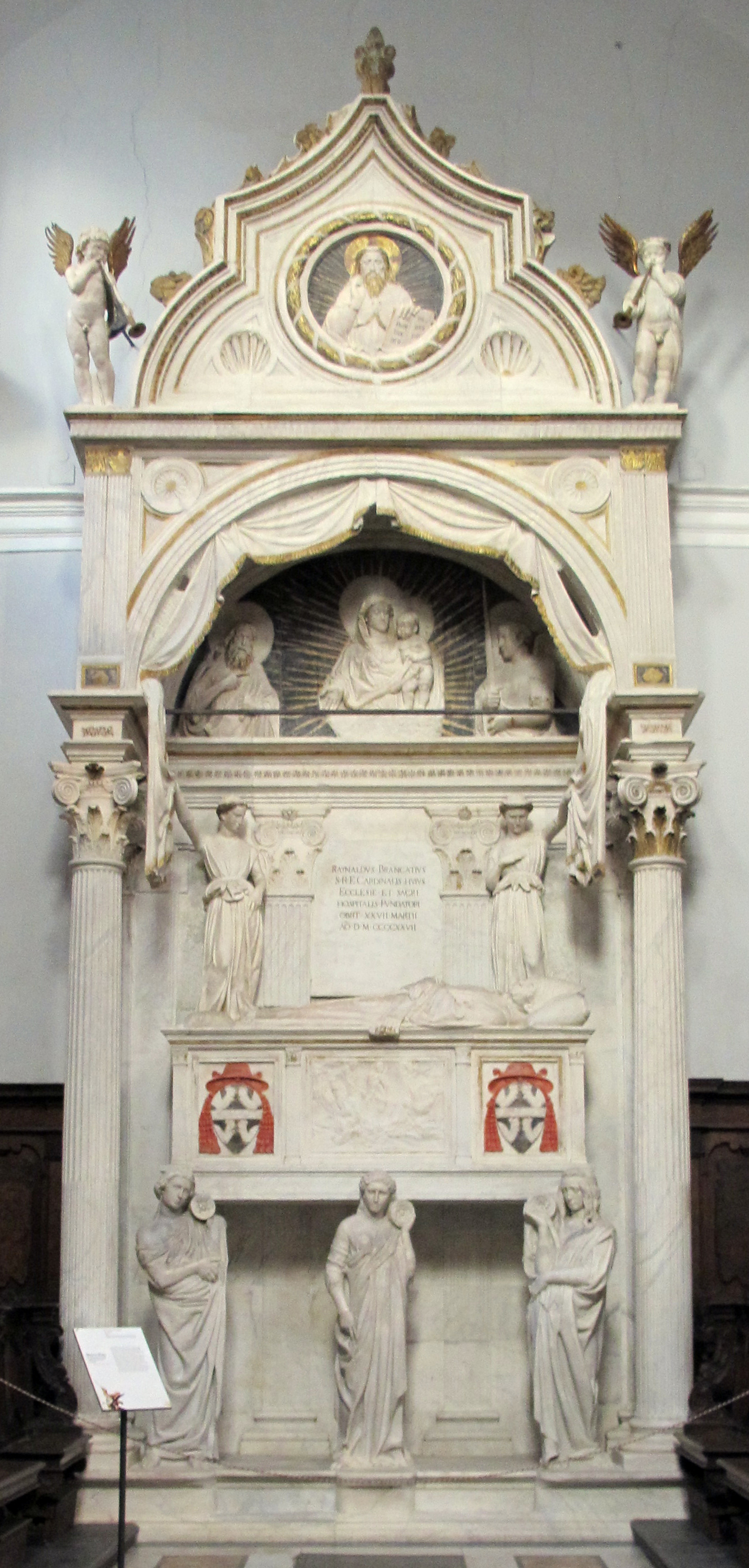
Le Monument funéraire du cardinal Rinaldo Brancaccio.
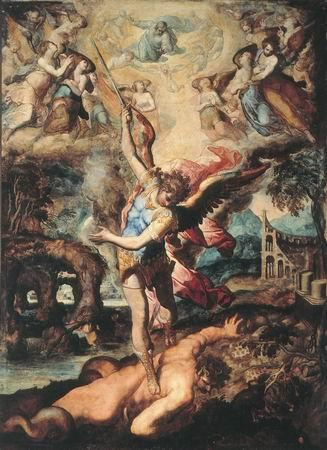
Saint Michel Archange, de Marco dal Pino (1573).
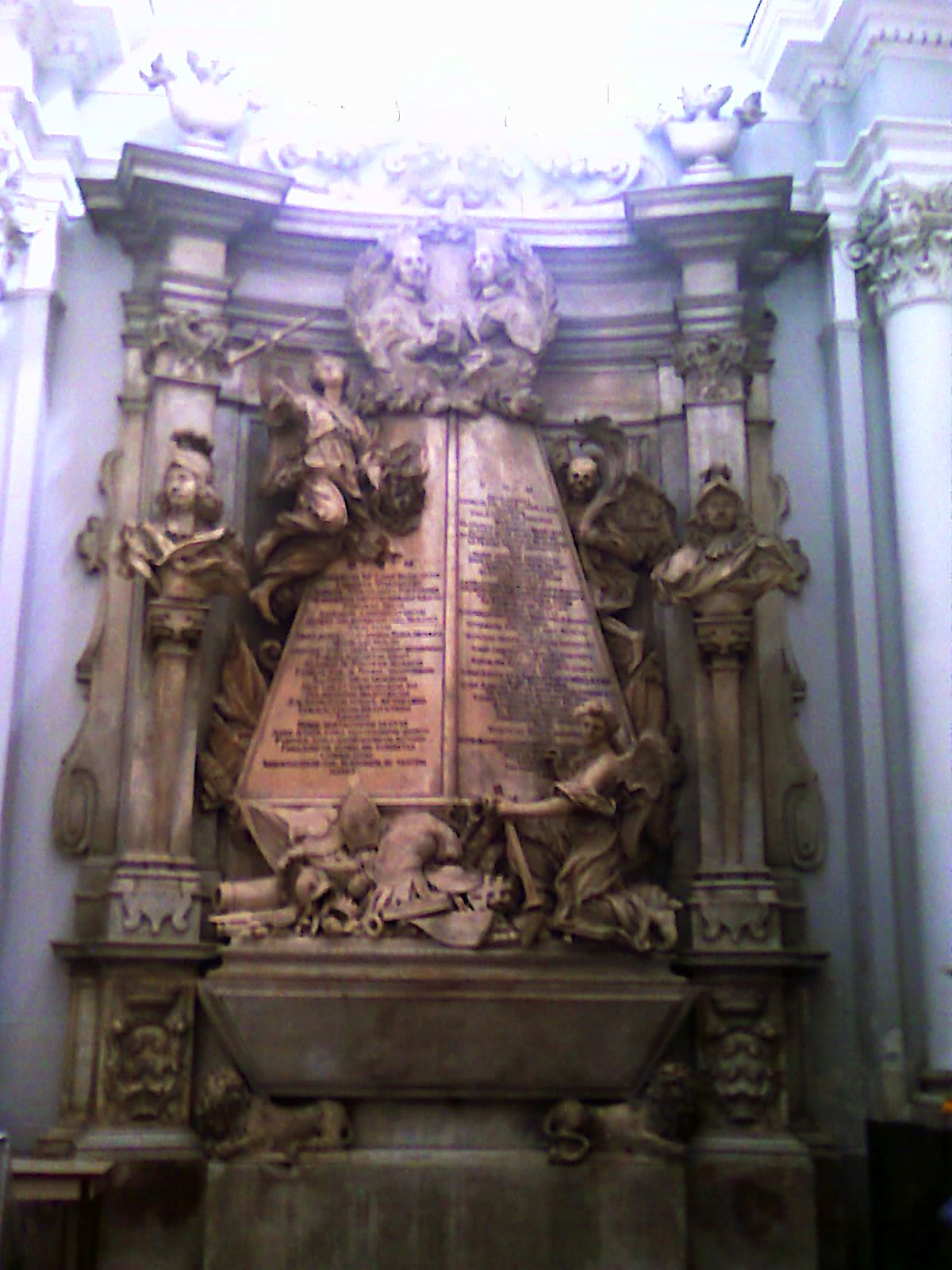
Monument funéraire des cardinaux Francesco et Stefano Brancaccio.
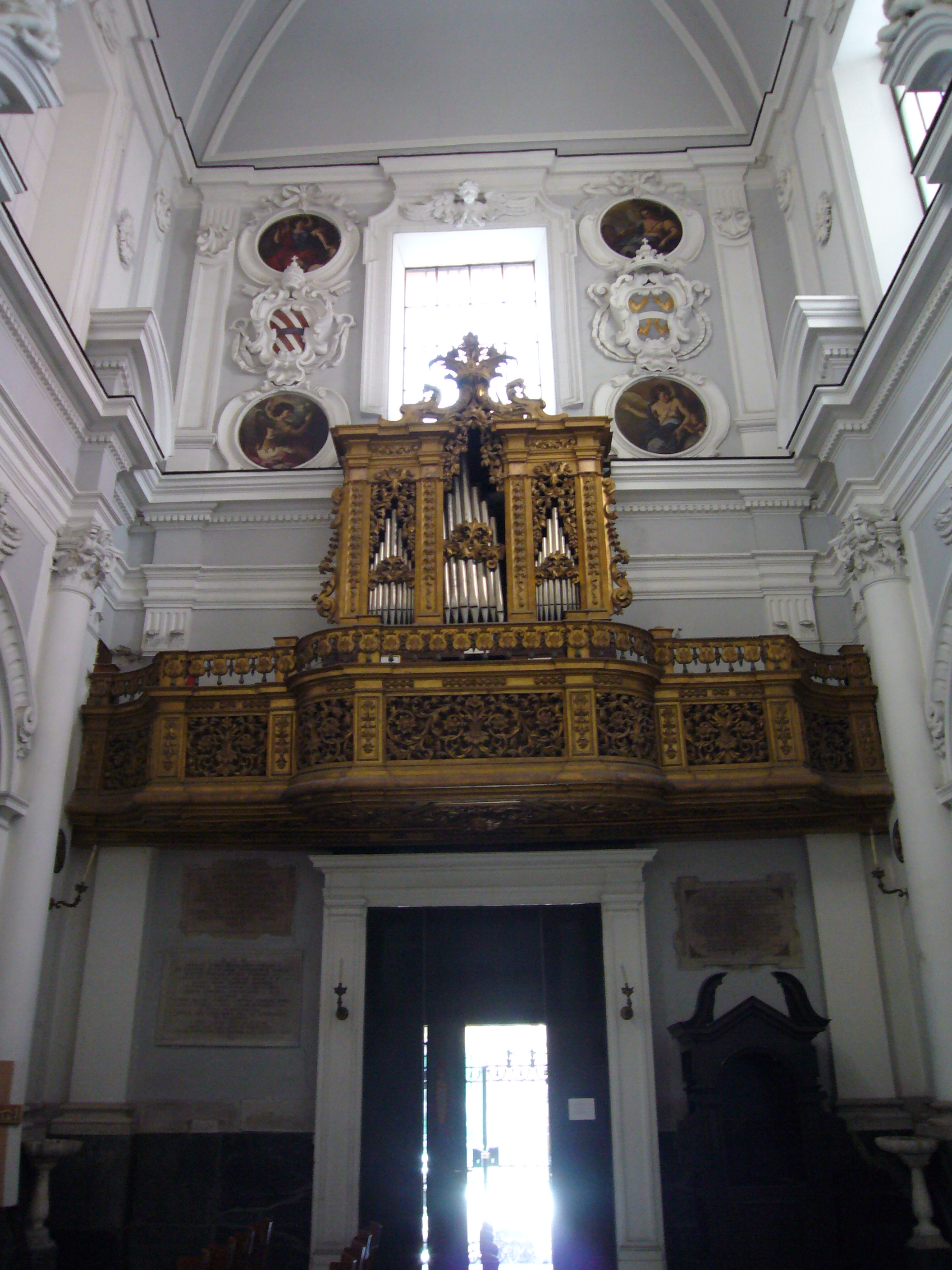
Orgue de la tribune.

À droite du maître-autel, se trouve la chapelle qui conserve sur le mur frontal le Monument funéraire du cardinal Rinaldo Brancaccio, une des œuvres sculptées les plus importantes de Naples, considérée comme un témoignage majeur de la transition de l'art gothique à l'art de la Renaissance. Il est surmonté d'un baldaquin, de goût gothique tardif, avec des sculptures d'une étonnante modernité pour l'époque. Cette œuvre a été exécutée à Pise entre 1426 et 1428 par Donatello et d'autres maîtres toscans, comme Michelozzo et Pagno di Lapo Portigiani, et envoyée à Naples par la mer. Le mur gauche de la chapelle montre le Monument funéraire de Pietro Brancaccio, de Jacopo della Pila du XVe siècle.
À gauche du maître-autel se trouve le Monument funéraire des cardinaux Francesco et Stefano Brancaccio de style baroque, réalisé par les frères Pietro (it) et Bartolomeo Ghetti (it). Le monument de forme pyramidale est caractérisé par ses éléments symboliques et ses allusions littéraires, militaires et ecclésiales, ainsi que par le sarcophage soutenu par des lions. De côté sont représentées une Vertu écrivant les louanges des deux personnages et la Mort à droite et la Renommée à gauche. Un médaillon est sculpté tout en haut; il représente les visages des cardinaux (l'oncle et le neveu)  Les bustes de ces deux personnages sont présents sur deux piliers avec à la base le blason des Brancaccio.
La sacristie, à laquelle on accède par une porte à droite de la nef, est l'œuvre du maître lombard Giovan Tommaso Malvito à qui est attribué aussi le tabernacle de marbre sur le mur droit, tandis que les deux tableaux sur bois de Saint Michel et de Saint André sont attribués à Stefano Sparano. De la sacristie, on accède à la cour du  palazzo Brancaccio, dont la façade principale donne vico Donnaromita.

## Source de la traduction
- (it) Cet article est partiellement ou en totalité issu de l’article de Wikipédia en italien intitulé « Chiesa di Sant'Angelo a Nilo » (voir la liste des auteurs).